# NGC 801
NGC 801 este o galaxie activă situată în constelația Andromeda. A fost descoperită în 20 septembrie 1885 de către Lewis A. Swift. Se află la o distanță de 53,46 de megaparseci de Pământ.